# Leptaulax parvus
Leptaulax parvus es una especie de coleóptero de la familia Passalidae.

## Distribución geográfica
Habita en la Península de Malaca y Sumatra (Indonesia).